# 오마이키스
오마이키스는 대한민국에서 제작된 전바다 감독의 2021년 드라마 영화이다. 김예원 등이 주연으로 출연하였다.

## 출연

### 주연
- 김예원
- 이정식
- 홍비라
- 김범진

### 조연
- 민채연
- 김상우
- 김현호